# Chrysopilus bistriatipennis
Chrysopilus bistriatipennis är en tvåvingeart som beskrevs av Enrico Adelelmo Brunetti 1927. Chrysopilus bistriatipennis ingår i släktet Chrysopilus och familjen snäppflugor. Inga underarter finns listade i Catalogue of Life.